# Хепатитис Е
Хепатитис Е представља акутно инфективно обољење које се одликује оштећењем паренхима јетре, појавом иктеруса и високим леталитетом трудница. Обољење није било препознато као посебна форма хепатитиса све до 1980.

## Узрок настанка
Вирус хепатитиса Е је вирус величине 27-32nm. То је РНК вирус са липидним омотачем. Прилично је отпоран у спољашњој средини. Извор заразе је оболели човек током преиктеричног стадијума. Узрочник се излучује у спољашњу средину преко фекалија и урина. Механизам преношења инфекције је фекално-орални, а фактор преношења инфекције је вода, контаминиране руке и предмети.

## Клиничка слика
Ова форма болести нема јасно испољене фазе болести које се региструју код типичних форми осталих хепатитиса. Преиктерусни стадијум се нејасно испољава када се региструје присуство диспептичних тегоба, док се грипоидни синдром не региструје. Сви болесници су иктерични (жутица). Иктерусни стадијум кратко траје, до 4 дана. Истовремено се региструје тамно пребојена мокраћа као и бледо колорисана столица. Јетра је увећана чак код 80-90% оболелих. Тешке форме болести се првенствено срећу код трудница, при чему је леталитет јако висок (44%). Реконвалесцентни стадијум се не поклапа са падом вредности билирубина јер је стање болесника и даље лоше.

## Дијагноза
Поставља се на основу епидемиолошких података (појава болести код особа које су на једном месту конзумирале воду), као и клиничке слике, а потврђује се лабораторијским тестовима. Изолација вируса је веома тешка, при чему се користи ИЕМ. Серолошка дијагностика је могућа ЕЛИСА техником.

## Лечење
Лечење оболелих од вирусног хепатитиса Е је комплексно. С обзиром да још увек није пронађен лек за ову болест, терапија се састоји у санирању симптома, односно компликација до којих може доћи. Код типичних случајева болести терапија је идентична терапији код вирусног хепатитиса А. Међутим, ако се ради о трудницама, терапија треба да обухвати регулацију продукције амонијака (начином исхране, уносом лаксатива, антимикробним средствима за стерилизацију црева), супституциону терапију (надокнада фактора коагулације, тромбоцита, других продуката јетре), антиедематозну (lasix, манитол), витамине, екстракорпоралну перфузију и детоксикациону (глукоза, левулоза).